# Stony Point (Karolina Północna)
Stony Point – jednostka osadnicza w Stanach Zjednoczonych, w stanie Karolina Północna, w hrabstwie Alexander.